# Alinghi
Alinghi é o consórcio criado por Ernesto Bertarelli, utilizando a licença desportiva da Sociedade Náutica de Genebra para participar na 31ª Taça América em 2000.
A família Bertarelli teve vários iates pequenos chamados Alinghi antes de 2003, nomeadamente o trimaran que ganhou o Bol d’Or no Lago Lemano em 1997 , quando disputou pela primeira vez a Taça América, organizada em Auckland na Nova Zelândia.
O Alinghi venceu a Taça América de 2003 contra o Team New Zealand do Royal New Zealand Yacht Squadron, e pela primeira vez em 152 anos um país sem costa marítima venceu a competição.. A Inglaterra, que  criou a competição em 1851, tinha sido o único país europeu até então a vencer a prova. Em 2007 desta vez em Valência, Espanha (escolhida em detrimento de Lisboa, Marselha e Nápoles, dado a Suíça ser um país interior) o Alinghi conseguiu defender com sucesso o título, novamente contra o Team New Zealand.
Na edição de 2010, novamente realizada em Valência, o Alinghi perdeu a taça para os americanos do Golden Gate Yacht Club e a sua equipa BMW Oracle Racing.
Em novembro de 2010, Alinghi informou que não participaria na edição de 2013, dedicando a competições de iates mais pequenos.